# Oscar Kightley

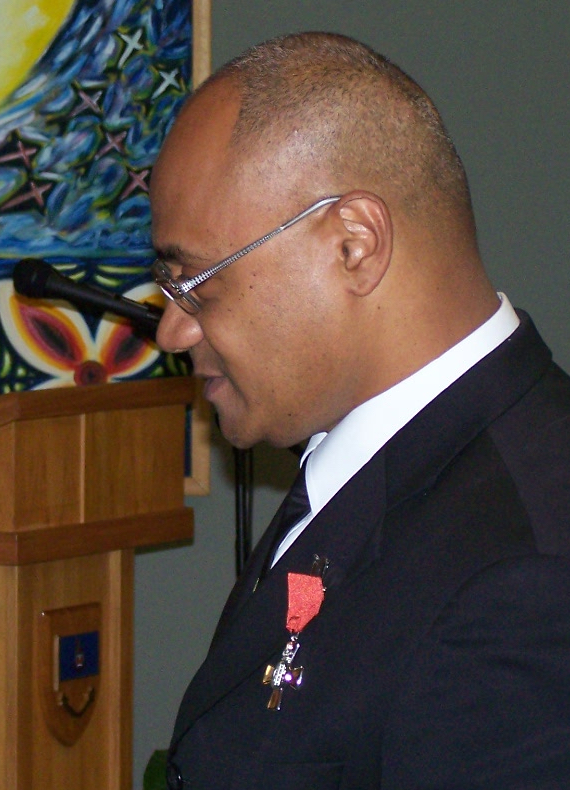
Oscar Kightley (2008)

Oscar Kightley, MNZM (* 14. September 1969 in Apia, Samoa als Vai Toʻelau Osa Isaʻako Mase) ist ein neuseeländischer Moderator, Schauspieler, Journalist, Drehbuchautor und Synchronsprecher.

## Leben
Kightley wuchs als jüngstes von acht Kindern im Dorf Faleatiu auf. Als er vier Jahre alt war, verstarb sein Vater. Daraufhin zog die Familie nach Neuseeland und er wurde von seiner Tante und seinem Onkel adoptiert, die in West Auckland lebten. Er besuchte das Rutherford College. Nach seinem Schulabschluss arbeitete Kightley vier Jahre als Journalist beim Auckland Star.  1991 zog er nach Christchurch, um die Kinderfernsehshow Life in the Fridge Exists (LIFE) zu moderieren.
Seit 1993 ist er in unregelmäßigen Abständen als Drehbuchautor und Schauspieler tätig. Er wirkte häufig in nationalen Fernsehserien mit. Außerdem übernimmt er auch Aufgaben als Synchronsprecher. 2009 wurde er mit dem New Zealand Order of Merit ausgezeichnet.

## Filmografie

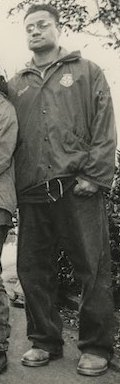
Oscar Kightley (1994)

### Schauspiel
- 1996: Telly Laughs (Fernsehserie)
- 1998: The Semisis (Fernsehserie, Episode 1x02)
- 2006: Sione’s Wedding
- 2010: Radiradirah (Fernsehserie, 4 Episoden)
- 2012: Sione’s 2: Unfinished Business
- 2013: Harry (Fernsehserie, 6 Episoden)
- 2016: Wo die wilden Menschen jagen (Hunt for the Wilderpeople)
- 2018: Trennung auf Bestellung (The Breaker Upperers)
- 2019: The Other Side of Heaven 2: Fire of Faith
- 2019: Educators (Fernsehserie, 2 Episoden)
- 2019: Aroha Bridge (Fernsehserie, 6 Episoden)
- 2023: Next Goal Wins

### Drehbuch
- 1993: Skitz (Fernsehserie)
- 1996: Telly Laughs (Fernsehserie)
- 1998: Newsflash (Fernsehserie)
- 2004–2009: Bro’Town (Zeichentrickserie, 28 Episoden)
- 2006: Sione’s Wedding
- 2010: Radiradirah (Fernsehserie)
- 2012: Sione’s 2: Unfinished Business
- 2013: Harry (Fernsehserie, 6 Episoden)
- 2013: Super City (Fernsehserie, Episode 2x01)
- 2015–2019: Shortland Street (Fernsehserie, 3 Episoden)

### Synchronsprecher
- 2004–2009: Bro’Town (Zeichentrickserie, 28 Episoden)
- 2016: Vaiana (Moana) (Animationsfilm)